# Macon (Illinois)
Macon es una ciudad ubicada en el condado de Macon en el estado estadounidense de Illinois. En el Censo de 2010 tenía una población de 1138 habitantes y una densidad poblacional de 308,12 personas por km².

## Geografía
Macon se encuentra ubicada en las coordenadas 39°42′41″N 88°59′47″O / 39.71139, -88.99639. Según la Oficina del Censo de los Estados Unidos, Macon tiene una superficie total de 3.69 km², de la cual 3.69 km² corresponden a tierra firme y (0%) 0 km² es agua.

## Demografía
Según el censo de 2010, había 1138 personas residiendo en Macon. La densidad de población era de 308,12 hab./km². De los 1138 habitantes, Macon estaba compuesto por el 98.24% blancos, el 0.26% eran afroamericanos, el 0.35% eran amerindios, el 0% eran asiáticos, el 0.09% eran isleños del Pacífico, el 0% eran de otras razas y el 1.05% pertenecían a dos o más razas. Del total de la población el 1.05% eran hispanos o latinos de cualquier raza.